# Константин Манзей
Константин Николаевич Манзей (22 май (3 юни) 1821 г. – 4 (17 януари), 1905 г.) е руски имперски генерал-адютант (от 19 февруари 1875 г.), генерал на кавалерията (от 30 август 1885 г.), принадлежащ към Тверския благороднически клан от шотландски произход (Маунзи).
На 19 февруари 1875 г. Константин Манзей е назначен за генерал-адютант и през същата година на 27 юли става началник на 7-ма кавалерийска дивизия, с която участва във войната с Турция през 1877 – 1878 година. За военни отличия е награден с Ордена на Белия орел с мечове и златна сабя с диаманти и надпис „За храброст“.
Манзей съставя четиритомник „История на охраната на живота на хусарите на негово величество Хусарския полк. 1775 – 1857" (Санкт Петербург, 1859 г.).